# Église du Sacré-Cœur (Munich)
Pour les articles homonymes, voir Église du Sacré-Cœur.
L'église du Sacré-Cœur (Herz Jesu Kirche) est une église catholique du quartier de Neuhausen à Munich (Bavière).

## Histoire

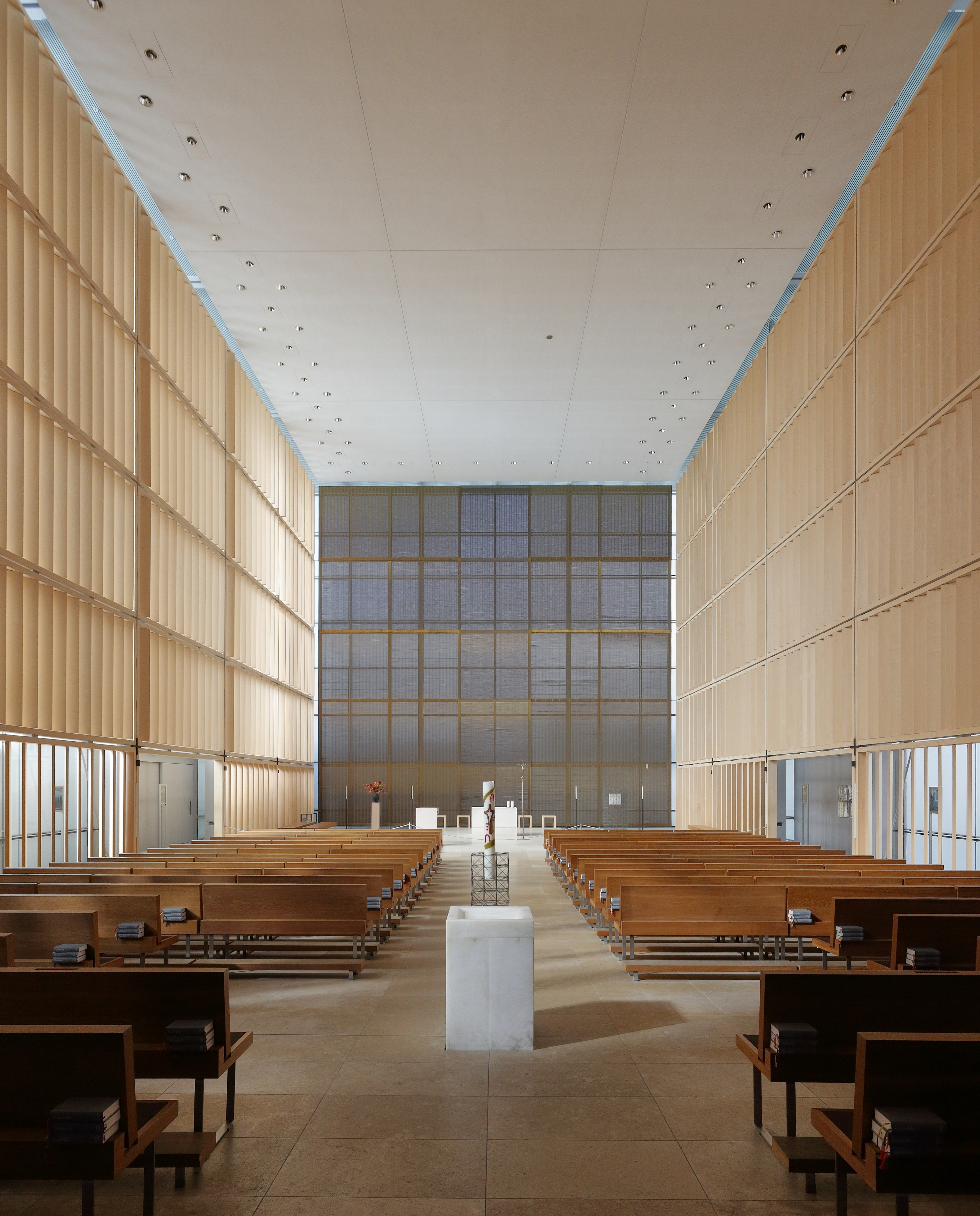
Vue de la nef.

Cette église paroissiale, vouée au Sacré-Cœur de Jésus, a été construite entre 1997 et 2000 par les architectes Sattler, Allmann et Wappner et est devenue un point d'attraction du public à cause de son aspect ultra-contemporain. Elle a été consacrée par le cardinal Friedrich Wetter, le 26 novembre 2000 et remplace l'église du même nom détruite par un incendie.
La façade de verre peut s'ouvrir totalement, comme pour les grandes fêtes, lorsqu'il y a du monde.